# Bent Thykjær A/S
Thykjær A/S var et dansk busselskab med hjemsted i Horsens, grundlagt omkring 1980.
Selskabet udførte både almindelig og speciel rutekørsel for trafikselskaber og kommuner, særligt i Jylland, men også på Vestsjælland. Desuden udførtes turistkørsel. Thykjær rådede over en flåde på omkring 420 busser (2010), heraf 4 turistbusser og 60 minibusser. Firmaet beskæftigede ca. 700 medarbejdere. Selskabets egen buslakering vae lysegul med sorte striber og påskrifter, hvor busser på kontrakt for visse trafikselskaber dog var i disses design. 
I marts 2015 blev selskabet overtaget af Umove, der i forvejen ejede busselskaberne Fjord-bus og De Hvide Busser. De forskellige selskaber fortsatte til at begynde med under deres gamle navne indtil 1. november 2015, hvor Umove blev det officielle navn for alle aktiviteter. Rent formelt blev Thykjær A/S til datterselskabet Umove Vest A/S, mens Fjord-Bus og De Hvide Busser tilsvarende blev samlet i Umove Øst A/S.